# Strage di El Paso
La strage di El Paso è avvenuta il 3 agosto 2019 nella città texana di El Paso, negli Stati Uniti d'America: nella sparatoria, compiuta all'interno di un centro commerciale Walmart, sono rimaste uccise 23 persone mentre altre 24 sono rimaste ferite. Il sicario della strage, il ventunenne Patrick Crusius, è stato arrestato subito dopo l'attacco, mentre l'FBI indaga su atto di terrorismo interno e crimine d'odio.
A meno di 24 ore dalla strage, la nazione è stata colpita da un'altra sparatoria, avvenuta a Dayton, nell'Ohio, in cui sono morte 9 persone.

## I fatti
La mattina di sabato 3 agosto 2019, alle ore 10:39 ora locale, un uomo armato di fucile WASR-10, versione civile dell'AK-47, è entrato nel supercenter Walmart, nel complesso commerciale Cielo Vista nella periferia est di El Paso, Texas, ha aperto il fuoco dapprima contro i clienti presenti nel parcheggio e poi contro le persone presenti all'interno della struttura.
I primi soccorsi sono accorsi a circa sei minuti dall'inizio della strage; mentre venivano prestate cure ai feriti, la polizia locale ha bloccato e arrestato il killer, che si è arreso senza difficoltà alle forze dell'ordine.

## Vittime
Nell'attacco risultano decedute 22 persone, di cui 4 bambini, mentre altre 24 risultano ferite. Tra le vittime ci sono anche sette cittadini messicani.

## Attentatore
Patrick Wood Crusius (nato il 27 luglio 1998) fu arrestato poco dopo l'inizio della sparatoria e fu accusato di omicidio di massa. Patrick viveva nella casa della sua famiglia ad Allen, in Texas, nel metroplex di Dallas-Fort Worth, circa 1.050 km da El Paso. Si è diplomato nel 2017 presso la Plano Senior High School ed è stato iscritto al Collin College dal 2017 fino alla primavera del 2019. La polizia ha dichiarato che Patrick aveva acquistato legalmente l'arma utilizzata nell'attacco, ma non ha fornito dettagli sull'acquisto. Durante il suo primo interrogatorio, ha detto ai detective di aver preso di mira i messicani, secondo un affidavit.
Secondo quanto scoperto sul suo account Twitter, era un repubblicano, sostenitore di Donald Trump e di molti politici di destra. L'account, tuttavia, risulta inattivo dall'aprile 2017. Poco prima di compiere la strage, Crusius avrebbe pubblicato un manifesto suprematista sul sito imageboard 8chan, in cui elogiava gli attentati di Christchurch, avvenuti il 15 marzo 2019 in Nuova Zelanda e accusava con tono razziale all'immigrazione da parte di ispanici e latinoamericani. Sottolinea inoltre che la crescente presenza di individui ispanici nella nazione abbia giocato un ruolo fondamentale sul dominio del Partito Democratico negli Stati Uniti.

## Procedimenti giudiziari
Un affidavit di arresto del 4 agosto afferma che il sospettato ha rinunciato ai suoi diritti di Miranda, confessando ai detective di aver preso di mira i "messicani" durante l'attacco. Nella stessa data, Mark Stevens, un avvocato difensore di San Antonio, è stato nominato dalla corte per rappresentare Crusius.
Ci sono più indagini e giurisdizioni coinvolte nel caso. I funzionari dell'FBI a El Paso hanno prestato servizio per più mandati nell'area di Dallas e hanno intervistato conoscenti di Crusius a Dallas e San Antonio. Il procuratore americano per il distretto occidentale del Texas ha annunciato che l'ufficio ha in programma di accusare Crusius di crimini d'odio, terrorismo interno e possesso di armi da fuoco, e che i pubblici ministeri federali avrebbero chiesto la pena di morte.
Un portavoce dell'Ufficio del procuratore distrettuale della contea di El Paso ha dichiarato che Crusius non sarebbe stato accusato fino al completamento delle indagini. Crusius è stato incriminato per accuse di omicidio di massa il 12 settembre 2019. Si è dichiarato non colpevole di accuse di omicidio di massa nel corso della sua perquisizione il 10 ottobre 2019 presso il tribunale della contea di El Paso.

## Dopo la sparatoria

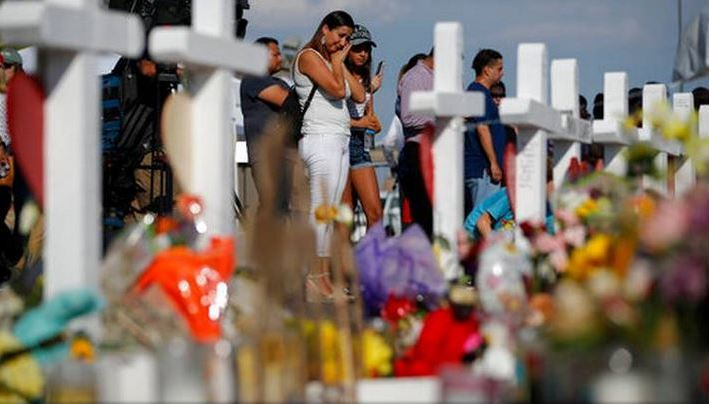
Il memoriale per le vittime della sparatoria

Dopo la sparatoria, gli ospedali che curavano le vittime avevano urgente bisogno di sangue. Il dipartimento di polizia di El Paso ha twittato "Abbiamo bisogno di sangue urgentemente" e ha fornito informazioni su come donare. Vitalent, un centro di donazione di sangue, ha prolungato le proprie ore.
La polizia ha istituito un centro di riunificazione presso la scuola elementare-intermedia di MacArthur.
Diverse case funebri a El Paso e Ciudad Juárez hanno annunciato che avrebbero offerto servizi funebri gratuitamente alle famiglie delle vittime in segno di solidarietà per la loro comunità. Il capitolo del Rotary International di Ciudad Juárez ha organizzato una veglia. Si radunarono in un parco e accesero candele e accesero le luci del cellulare in direzione di El Paso in segno di solidarietà.
Due giorni dopo la sparatoria, un dipendente Walmart ha inviato un memorandum a livello di organizzazione sollecitando i dipendenti a scioperare per costringere la società a smettere di vendere pistole. Walmart ha rilasciato una dichiarazione secondo cui la società non avrebbe modificato alcuna forma di politica di vendita di armi da fuoco nei suoi negozi. Walmart ha anche inviato un promemoria per istruire i lavoratori a rimuovere i segni e gli schermi che "contengono temi violenti o comportamenti aggressivi". La società ha anche impegnato $400.000 per fondi che miravano ad aiutare le vittime delle sparatorie di massa.
Il 3 settembre 2019, Walmart ha annunciato che smetterà di vendere munizioni per pistole e alcune armi d'assalto in tutti i suoi negozi americani. Hanno anche chiesto ai clienti di non portare apertamente armi da fuoco nei loro negozi.

## Reazioni
Gli esperti del terrorismo, hanno citato la teoria della cospirazione della Grande Sostituzione come un fattore comune tra numerosi attacchi simili. Il Southern Poverty Law Center un blog legato con i precedenti attacchi alle moschee di Christchurch e alla sinagoga Poway, citando i simili nazionalisti bianchi contenuti dei rispettivi attaccanti manifesti. Jonathan Greenblatt, amministratore delegato della lega anti-diffamazione, ha dichiarato che le riprese, come parte di una serie di attacchi simili, hanno indicato una "minaccia globale" di supremazia bianca. Segretario generale della NATO Jens Stoltenberg ha esortato i paesi a lavorare insieme per prevenire tali aggressori "lupo solitario" che trovano ispirazione nelle azioni reciproche. Altri, tra cui lo scrittore Daniel Okrent, hanno contestato l'idea del "lupo solitario", indicando i modi in cui la tecnologia consente a persone con ideologie violente simili di riunirsi online. 
Diversi commentatori hanno attribuito sia gli attacchi di El Paso che quelli di Christchurch a un'ideologia dell'ecofascismo. Scrivendo su GQ, Luke Darby si riferiva al "tema distintamente ambientale" del presunto manifesto di Crusius. Jeet Heer in The Nation ha descritto il manifesto come basato sul "fascismo malthusiano", una visione del mondo in cui razze diverse si contrappongono di fronte a crisi ambientali come il riscaldamento globale. Ambientalisti mainstream, incluso il direttore esecutivo del Sierra Club, hanno denunciato le presunte motivazioni del suprematista bianco.

### Nel mondo

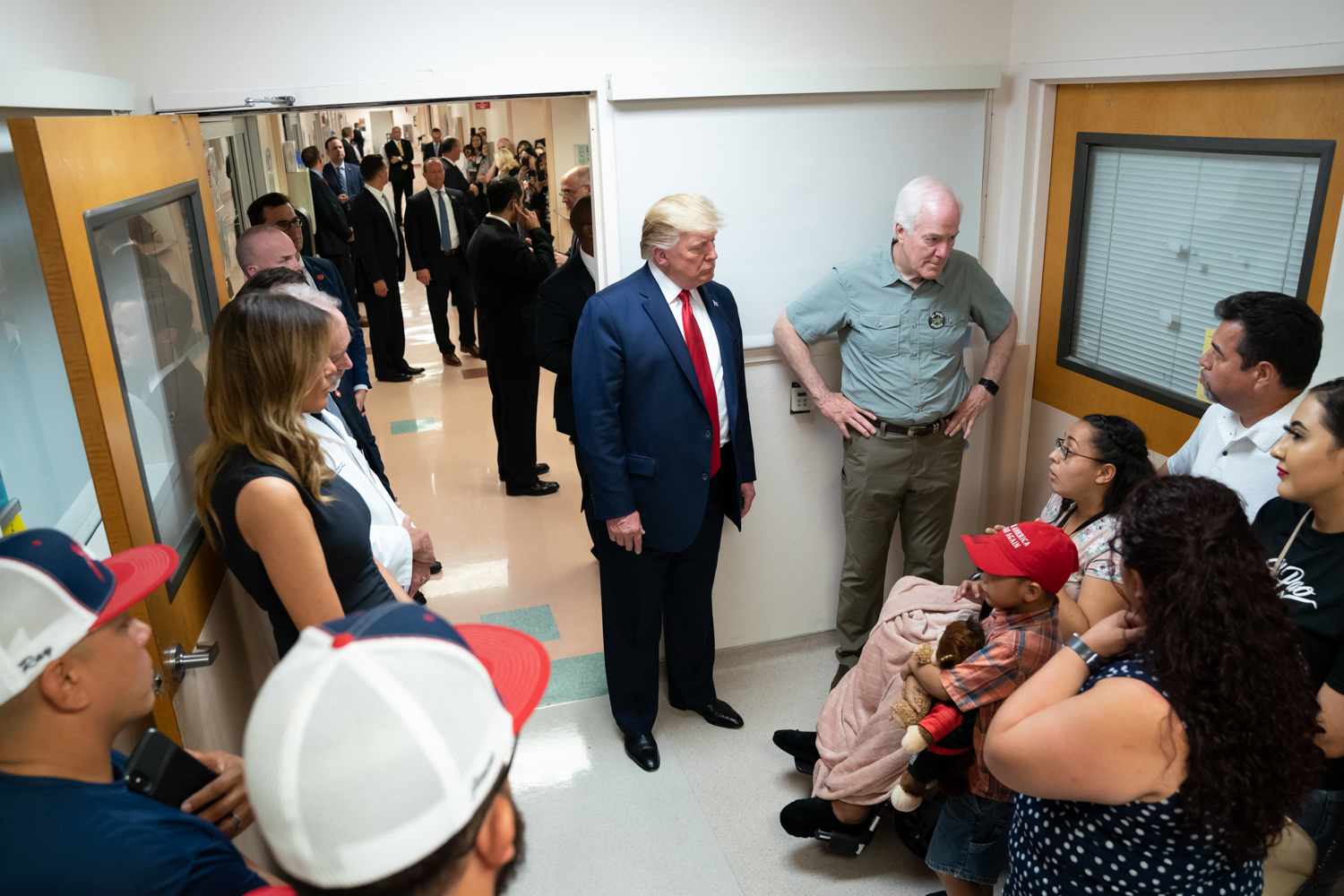
Trump e la first lady a El Paso dopo gli attentati

Il segretario generale delle Nazioni Unite, António Guterres ha condannato "in termini più forti l'attacco terroristico contro i latini sabato nella città di El Paso in Texas" e ha invitato tutti a lavorare insieme per combattere la violenza nata dall'odio, dal razzismo e dalla xenofobia. Di recente le Nazioni Unite hanno lanciato un piano d'azione per "combattere i discorsi che incitano all'odio".
L'incidente è stato menzionato da Papa Francesco durante un discorso in Piazza San Pietro il 4 agosto, in cui ha condannato gli attacchi a persone indifese e ha affermato di essere spiritualmente vicino alle vittime, ai feriti e alle famiglie colpite dagli attacchi che avevano "insanguinato il Texas, la California e l'Ohio". Gli attacchi al Gilroy Garlic Festival sono avvenute in California circa una settimana prima delle sparatoria di El Paso, mentre gli attacchi a Dayton del 2019 sono avvenute in Ohio meno di 24 ore dopo.
Uruguay e Venezuela hanno emesso avvisi di viaggio per evitare alcune città degli Stati Uniti, tra cui Baltimora, Detroit, Albuquerque, Cleveland, Memphis e Oakland, citando "proliferazione di atti di violenza" e "crescente violenza indiscriminata, principalmente per crimini d'odio, inclusi razzismo e discriminazione". Entrambi i paesi hanno avvertito i loro cittadini di evitare qualsiasi luogo con grandi folle, compresi centri commerciali, festival e "qualsiasi tipo di eventi culturali o sportivi". Il Giappone ha emesso un simile avvertimento di viaggio, consigliando ai suoi cittadini di prestare attenzione al potenziale di spari "ovunque" negli Stati Uniti, che hanno descritto come una "società delle armi". Il presidente Trump ha minacciato ritorsioni indefinite contro paesi e organizzazioni che emettono avvisi di viaggio negli Stati Uniti a causa della violenza armata.